# Arthur Hughes (skådespelare)
Arthur Hughes, född 1992, är en brittisk skådespelare.
Lester har bland annat medverkat i TV-serierna Shardlake och The Archers. Han har även medverkat i filmen Then Barbara Met Alan.

## Filmografi (i urval)
- 2022 – Then Barbara Met Alan
- 2018–2023 – The Archers (TV-serie)
- 2024 – Shardlake (TV-serie)